# U-82
Unterseeboot 82 foi um submarino alemão do Tipo VIIC, pertencente a Kriegsmarine que atuou durante a Segunda Guerra Mundial.

## Comandantes
| Comandante                | Data                                        |
| ------------------------- | ------------------------------------------- |
| Kptlt. Siegfried Rollmann | 14 de maio de 1941 - 6 de fevereiro de 1942 |

## Subordinação
Durante o seu tempo de serviço, esteve subordinado às seguintes flotilhas:
| Período                                        | Flotilha                                  |
| ---------------------------------------------- | ----------------------------------------- |
| 14 de maio de 1941 - 31 de agosto de 1941      | 3. Unterseebootsflottille (treinamento)   |
| 1 de setembro de 1941 - 6 de fevereiro de 1942 | 3. Unterseebootsflottille (serviço ativo) |

## Operações conjuntas de ataque
O U-82 participou das seguinte operações de ataque combinado durante a sua carreira:
- Rudeltaktik Grönland (11 de agosto de 1941 - 27 de agosto de 1941)
- Rudeltaktik Markgraf (27 de agosto de 1941 - 16 de setembro de 1941)
- Rudeltaktik Schlagetot (20 de outubro de 1941 - 1 de novembro de 1941)
- Rudeltaktik Raubritter (1 de novembro de 1941 - 14 de novembro de 1941)